# Rambus
Rambus Inc. (NASDAQ: RMBS

) er en amerikansk virksomhed, der udvikler mikrochips, der benyttes til computerhardware. Virksomheden kendes for opfindelsen af RDRAM.
Rambus blev etableret i marts 1990 af Mike Farmwald og Mark Horowitz.